# Exarcado patriarcal de Turquía
El exarcado patriarcal de Turquía es una circunscripción eclesiástica de la Iglesia católica en Turquía. Se trata de un exarcado patriarcal sirio, inmediatamente sujeto al patriarca de Antioquía de los sirios. Desde el 2 de julio de 2017 el exarca patriarcal es el presbítero Orhan Çanli.

## Territorio y organización
El exarcado patriarcal tiene 783 562 km² y extiende su jurisdicción sobre los fieles católicos de rito antioqueno sirio residentes en Turquía. Forma parte del territorio propio del patriarcado de Antioquía de los sirios católicos.  
La sede del exarcado patriarcal se encuentra en la ciudad de Estambul.
En 2020 en el exarcado patriarcal existían 2 parroquias:
- iglesia y convento del Sagrado Corazón, en Estambul;
- iglesia de la Virgen María (Meryem Ana Süryani Katolik Kilisesi), en Mardin.

La iglesia de San Pablo en Alejandreta (Iskenderun Süryani Katolik Kilisesi), que fue cerrada en 1954 y reabierta en 2010, es señalada en el sitio web de la archieparquía de Alepo de los sirios como perteneciente a su jurisdicción, aunque la utiliza el exarcado patriarcal.
En Mardin existen unas 60 familias católicas sirias asistidas por un sacerdote. La antigua catedral Nuestra Señora de la Asunción fue restaurada y consagrada por el patriarca Ignacio José III Younan en 2018.

## Historia
La eparquía de Mardin de los sirios fue restablecida como católica el 14 de septiembre de 1783 (previamente hubo también obispos católicos) y como eparquía patriarcal, hasta que la sede fue trasladada a Charfé y luego osciló entre Alepo y Mardin. La eparquía de Amida de los sirios, con sede en Diyarbakır, fue erigida el 28 de septiembre de 1862. La archieparquía de Edesa de Osroena de los sirios (actual Sanliurfa) pasó a la Iglesia católica en 1683 y a mediados del siglo XIX pasó a ser sede metropolitana. En 1863 fue unida a la eparquía de Karput a causa de la conversión del obispo ortodoxo de esa ciudad. 
El vicariato patriarcal fue erigido en 1908. En 1921 a causa de que por la persecución de los cristianos en el Imperio otomano fue suprimida la archieparquía de Edesa de Osroena y la eparquía de Mardin y su sede unida a la eparquía de Amida. Ambas eparquías en el sur de Turquía actual habían sido unidas por decreto de la Propaganda Fide de 1 de mayo de 1888. En 1932 el vicariato patriarcal recibió la parte turca de la eparquía de Gazarta de los sirios y permaneció de facto como única jurisdicción católica siria en Turquía.
Edesa de Osroena en 1944, Amida en 1963, y Mardin en 1973, fueron reclasificadas como sedes titulares sirias. La sede del vicario patriarcal fue trasladada desde Mardin a Estambul en 1974 y desde 1991 es un exarcado patriarcal.
En 2018 el Gobierno turco arrendó a la comunidad católica siríaca de Estambul la iglesia del Sagrado Corazón, ubicada en el distrito Beşiktaş, para usarla de forma gratuita durante los siguientes 49 años. La iglesia fue construida originalmente por los jesuitas en 1910, pero pronto fue tomada por el Estado turco y cayó en ruinas. En la década de 1970 la comunidad católica siríaca se instaló en Estambul y, al no encontrar otra iglesia disponible, usó la iglesia. En 1997 la Dirección General de Fundaciones otorgó originalmente a la comunidad la iglesia por 99 años, pero esto fue impugnado por el Ministerio de Hacienda y Finanzas, antes de ser aprobado finalmente el 23 de julio de 2018.

## Estadísticas
Según el Anuario Pontificio 2021 el exarcado patriarcal tenía a fines de 2020 un total de 2000 fieles bautizados.
| Año                                                                             | Población            | Población | Población      | Sacerdotes | Sacerdotes    | Sacerdotes    | Bautizados por sacerdote | Diáconos permanentes | Religiosos | Religiosos | Parroquias |
| Año                                                                             | Bautizados católicos | Total     | % de católicos | Total      | Clero secular | Clero regular | Bautizados por sacerdote | Diáconos permanentes | Varones    | Mujeres    | Parroquias |
| ------------------------------------------------------------------------------- | -------------------- | --------- | -------------- | ---------- | ------------- | ------------- | ------------------------ | -------------------- | ---------- | ---------- | ---------- |
| 1998                                                                            | 2120                 |           |                | 3          | 3             |               | 706                      | 2                    |            |            | 3          |
| 2005                                                                            | 2155                 |           |                | 1          | 1             |               | 2155                     | 1                    |            |            | 3          |
| 2014                                                                            | 2055                 |           |                |            |               |               |                          | 1                    |            |            | 3          |
| 2018                                                                            | 2000                 |           |                | 1          | 1             |               | 2000                     |                      | 1          |            | 2          |
| 2020                                                                            | 2000                 | ?         | ?              | 1          | 1             |               | 2000                     |                      |            |            | 2          |
| Fuente: Catholic-Hierarchy, que a su vez toma los datos del Anuario Pontificio. |                      |           |                |            |               |               |                          |                      |            |            |            |

## Episcopologio
- Yusuf Sağ, (1991-2 de julio de 2017) (vicario patriarcal desde 1985)
- Orhan Çanli, desde el 2 de julio de 2017